# Facet
Facet és la versió catalana anònima de finals del segle xiv d'un tractat amatori llatí anomenat Facetus.
El Facetus era el nom de dos tractats en vers que es van difondre a Europa al segle xii. El que fou inspiració del Facet era un tractat fortament influenciat per Ovidi i escrit en díptics. L'altre estava fet en hexàmetres rimats i tenia un caràcter formatiu i moralitzant amb una col·lecció de preceptes educatius per a la formació de la conducta de qualsevol persona.
Dels 1.743 octosíl·labs apariats dels quals es compon, els primers 1.579 són una traducció, amb algunes modificacions, del text original. La darrera part no té res a veure amb el tractat llatí i presenta un marcadíssim caràcter misogin. Fou un text popular fins al segle xviii.